# Де Франс, Сесиль
Сеси́ль де Франс (фр. Cécile de France [sesil də fʁɑ̃s]; род. 17 июля 1975, Намюр) — бельгийско-французская актриса. Лауреат премии «Сезар» за лучшую женскую роль второго плана (2006). Также номинировалась на премию «Сезар» за лучшую женскую роль в 2007 (дважды) и 2008 годах.  "После меня" Франция; 2021

## Биография

### Ранние годы
Сесиль де Франс родилась 17 июля 1975 года в бельгийском городе Намюре. С 10-летнего возраста она играла в любительских постановках, с 15-ти лет посещала курсы Жана-Мишеля Фрера, а в 17 лет решила продолжить обучение актёрской профессии во Франции. В середине 90-х она перемещается между Лионом и Парижем, где соответственно учится на курсах Жана-Поля и в знаменитой школе на улице Бланш, появляясь на театральных сценах обоих городов.

### Карьера
С 1997 года Сесиль начинает регулярно сниматься в короткометражках. Затем известный продюсер Доминик Бенеар привел Сесиль на кастинг её первой полнометражной картины. После этого последовала первая заметная работа — в режиссёрском дебюте актёра Ришара Берри «Искусство обольщения» (фр. L’Art (délicat) de la séduction). В 2002 году Сесиль снялась уже в трех полнометражных фильмах, после которых явно вырисовалось амплуа — романтическая барышня с разной степенью легкомысленности и очарования. За роль в «Испанской таверне» Седрика Клапиша актриса была отмечена «Сезаром». Решив не оставаться в рамках выигрышного амплуа, Сесиль немедленно сменила жанр, снявшись в триллере Александра Ажа «Высокое напряжение». Фильм был показан в США, что привело к довольно неожиданному результату — Сесиль де Франс была приглашена в бюджетную голливудскую экранизацию романа Жюля Верна «Вокруг света за 80 дней». В 2005 году Сесиль удостоили национального приза Роми Шнайдер.
В 2010 году снялась в фильме «Потустороннее», в 2011 — в «Мальчик с велосипедом», в 2013 — в «Мёбиус». В 2016 году вышел сериал «Молодой папа» с её участием.

### Личная жизнь
Живёт вместе со своим возлюбленным Гийомом Маландрином. В 2007 году у Сесиль родился сын Лино.

## Фильмография
| Год  |     | Русское название              | Оригинальное название               | Роль                  |
| ---- | --- | ----------------------------- | ----------------------------------- | --------------------- |
| 1991 | с   | Случаи развода                | Cas de divorce                      | Габриелль Клемент     |
| 1997 | кор | Все наши пожелания счастья    | Tous nos voeux de bonheur           | девушка               |
| 1998 | тф  | Пуля в скачке                 | La balle au bond                    | девушка               |
| 1999 | с   | Алис Невер                    | Le juge est une femme               | Анна                  |
| 2000 | кор | Прошлая мечта                 | Le dernier rêve                     | девушка               |
| 2000 | ф   | Посмотри на меня              | Regarde-moi (en face)               | Дюн                   |
| 2000 | ф   | Приятного аппетита            | Bon appetit!                        | девушка               |
| 2001 | ф   | Искусство обольщения          | L'art (délicat) de la séduction     | Лаура                 |
| 2001 | ф   | Ночь за ночью                 | Toutes les nuits                    | проститутка           |
| 2001 | кор | Бумажный брак                 | Le mariage en papier                | Лиза                  |
| 2001 | тф  | Нана                          | Nana                                | Кристина              |
| 2002 | кор | Волк!                         | Loup!                               | Люси                  |
| 2002 | ф   | Испанка                       | L'auberge espagnole                 | Изабель               |
| 2002 | ф   | Ирэн                          | Irène                               | Ирэн                  |
| 2002 | ф   | Я иду тебя искать             | A+ Pollux                           | Поллакс Лесьяк        |
| 2003 | ф   | Я, Цезарь                     | Moi César, 10 ans 1/2, 1m39         | Саманта               |
| 2003 | мф  | Каена: Пророчество            | Kaena: La prophétie                 | Каена                 |
| 2003 | ф   | Кровавая жатва                | Haute tension                       | Мари                  |
| 2003 | с   | Малые городские мифы          | Petits mythes urbains               | женщина               |
| 2004 | ф   | Вокруг света за 80 дней       | Around the World in 80 Days         | Моник Ляруш           |
| 2004 | кор | Ночь с 6 до 7                 | La nuit du 6 au 7                   | Иви                   |
| 2004 | ф   | Доверься                      | La confiance règne                  | Кристель Баррел       |
| 2005 | ф   | Красотки                      | Les poupées russes                  | Изабель               |
| 2006 | ф   | Места в партере               | Fauteuils d'orchestre               | Джессика              |
| 2006 | ф   | Когда я был певцом            | Quand j'étais chanteur              | Мэрион                |
| 2006 | ф   | Мой полковник                 | Mon colonel                         | лейтенант Гало        |
| 2006 | ф   | Слабая вера                   | Mauvaise foi                        | Клара Брайтман        |
| 2007 | мф  | Белоснежка: Брачный сезон     | Blanche Neige, la suite             | Белоснежка            |
| 2007 | с   | Новеллы Мопассана             | Chez Maupassant                     | Матильда Луазель      |
| 2007 | ф   | Зачарованные танцем           | J'aurais voulu être un danseur      | Бланш                 |
| 2007 | ф   | Где рука человека без головы  | Où est la main de l'homme sans tête | Ева Сандерс           |
| 2007 | ф   | Семейная тайна                | Un secret                           | Таня Штирн / Гримберт |
| 2008 | ф   | Враг государства № 1          | L’instinct de mort                  | Жанна Шнайдер         |
| 2008 | кор | От одной жизни до другой      | D'une vie à l'autre                 | Милла                 |
| 2008 | ф   | Враг государства № 1: Легенда | L'ennemi public n°1                 | Жанна Шнайдер         |
| 2009 | ф   | Сестра-Улыбка                 | Soeur Sourire                       | Жаннин Деккерс        |
| 2010 | ф   | Стражи порядка                | Les gardiens de l'ordre             | Джулия                |
| 2010 | ф   | Потустороннее                 | Hereafter                           | Мари                  |
| 2011 | ф   | Мальчик с велосипедом         | Le gamin au vélo                    | Саманта               |
| 2011 | ф   | Неслышное касание             | Un baiser papillon                  | Алиса                 |
| 2012 | ф   | Суперстар                     | Superstar                           | Флёр Арно             |
| 2013 | ф   | Мёбиус                        | Möbius                              | Элис                  |
| 2013 | ф   | Китайская головоломка         | Casse-tête chinois                  | Изабель               |
| 2015 | ф   | В равновесии                  | En équilibre                        | Флоренс Кернел        |
| 2015 | ф   | Наше лето                     | La belle saison                     | Кэрол                 |
| 2015 | с   | Десять процентов              | Dix pour cent                       | камео                 |
| 2016 | с   | Молодой Папа                  | The Young Pope                      | София                 |
| 2016 | ф   | Срок жизни                    | Term Life                           | Люси                  |
| 2017 | ф   | Джанго                        | Django                              | Луиза де Клерк        |
| 2018 | ф   | Мадемуазель де Жонкьер        | Mademoiselle de Joncquières         | мадам де ла Поммере   |
| 2018 | док | Дельфиний риф                 | Dolphin Reef / Blue                 | рассказчик            |
| 2020 | с   | Новый Папа                    | The New Pope                        | София                 |
| 2021 | ф   | Утраченные иллюзии            | Illusions perdues                   | Луиза                 |
| 2023 | с   | Рой                           | The Swarm                           | Сесиль Рош            |
| 2025 | ф   | Дэллоуэй                      | Dalloway                            | Кларисса              |

## Награды и номинации
| Год  | Награда                         | Категория                         | Работа                | Результат |
| ---- | ------------------------------- | --------------------------------- | --------------------- | --------- |
| 2002 | Сезар                           | Самая многообещающая актриса      | Испанка               | Победа    |
| 2003 | Берлинский кинофестиваль        | EFP Shooting Star                 |                       | Победа    |
| 2003 | Кинофестиваль в Сиджесе         | Лучшая актриса                    | Кровавая жатва        | Победа    |
| 2006 | Сезар                           | Лучшая женская роль второго плана | Красотки              | Победа    |
| 2006 | Fangoria Chainsaw Awards        | Лучшая актриса                    | Кровавая жатва        | Победа    |
| 2007 | Сезар                           | Лучшая женская роль               | Места в партере       | Номинация |
| 2008 | Сезар                           | Лучшая женская роль               | Семейная тайна        | Номинация |
| 2011 | Сатурн                          | Лучшая киноактриса                | Потустороннее         | Номинация |
| 2011 | Премия Европейской киноакадемии | Лучшая актриса                    | Мальчик с велосипедом | Номинация |